# 112 Kompania Lekkich Czołgów Wolnobieżnych
Samodzielna kompania czołgów lekkich nr 112 – pododdział broni pancernych Wojska Polskiego w II Rzeczypospolitej.
Kompania nie występowała w organizacji pokojowej wojska. Została sformowana, zgodnie z planem mobilizacyjnym „W”, w dniach 31 sierpnia – 5 września 1939 roku, w I rzucie mobilizacji powszechnej przez 2 batalion pancerny z Żurawicy jako pododdział dyspozycyjny Naczelnego Wodza. Na wyposażeniu posiadała 15 czołgów lekkich wolnobieżnych Renault FT.

## 112 kczl w kampanii wrześniowej

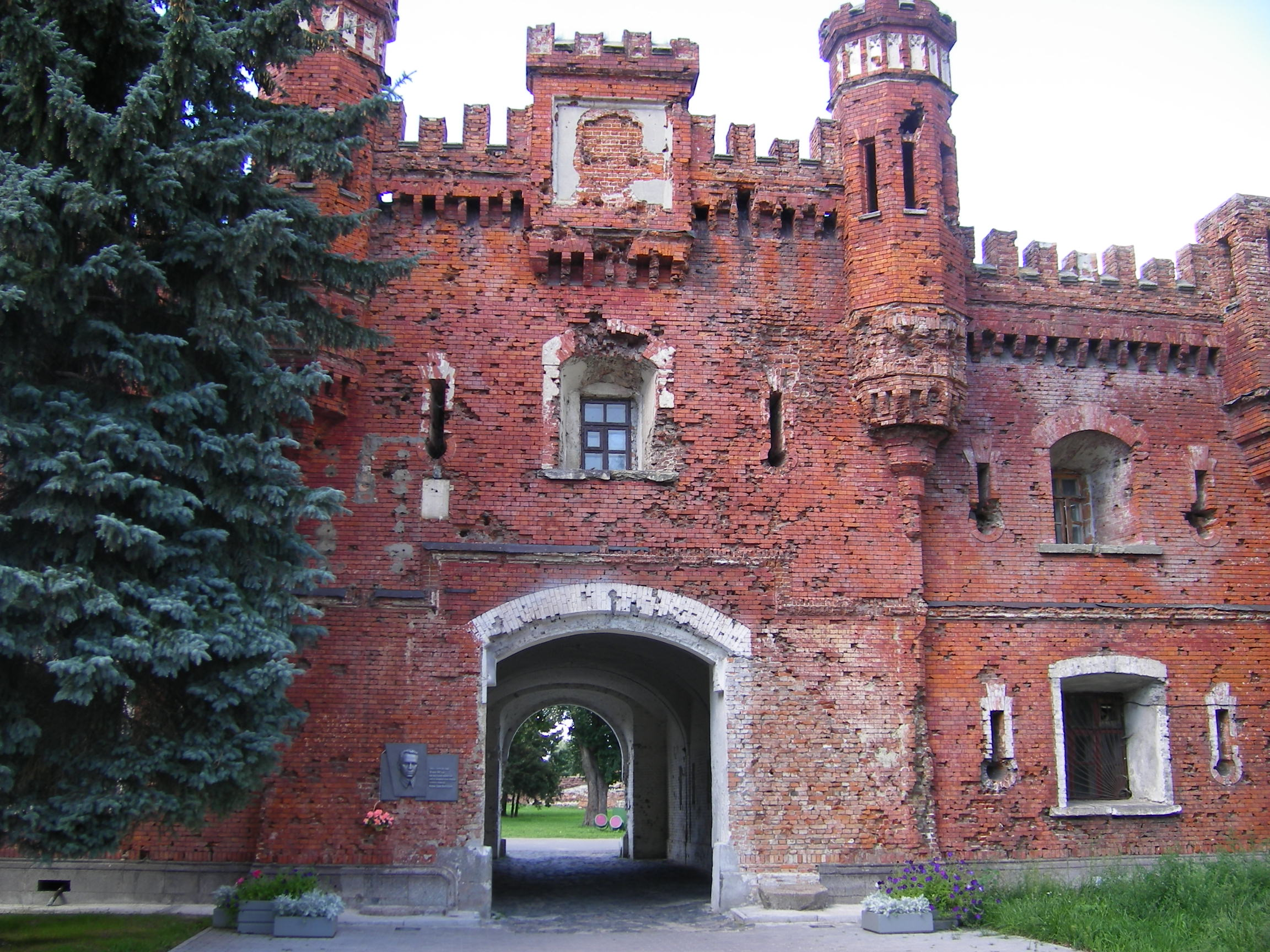
Twierdza brzeska – miejsce walk

Po zakończeniu mobilizacji kompania w nocy 5/6 września została skierowana transportem kolejowym do Warszawy, do Odwodu Naczelnego Wodza. Na skutek zerwania torów w Łukowie kompania dojechała do Czeremchy, po dwudniowym postoju, zbombardowana została zawrócona do Brześcia, gdzie 11 września podporządkowano ją dowódcy Zgrupowania „Brześć”. Kompania została pierwotnie użyta jako ubezpieczenie bojowe na przedpolach obrony. 12 września I pluton został skierowany do wsparcia pododdziałów piechoty broniących lotniska Adamkowo na północ od twierdzy. Pozostała część kompanii odjechała do twierdzy. III pluton został skierowany do obrony i zablokowania Bramy Saperskiej, obrony mostu na Bugu i odcinka szosy na Terespol. Bramę pluton zablokował trzema czołgami tj. dwoma z km i środkowym z armatą. 14 września czołgi kompanii odpierały atak na twierdzę niemieckiego 8 pułku pancernego i dywizjonu rozpoznawczego z 10 DPanc. Tego dnia również na lotnisku I pluton stoczył walkę z niemieckimi pododdziałami pancernymi, po czym wycofał się do twierdzy tracąc dwa czołgi. 15 września czołgi rozlokowano wzdłuż wałów, w specjalnych wykopach. Używano ich jako ukryte, opancerzone gniazda dział i karabinów maszynowych. Z następnych trzech czołgów ustawiono barykadę w Głównej Bramie Brzeskiej. Uniemożliwiło to niemieckim siłom pancernym wdarcie się do twierdzy.
16 września załoga cytadeli opuściła miasto, a kompania próbowała przebić się z Brześcia. W sile 7 czołgów wymaszerowała w kierunku Kodna i Włodawy. W trakcie marszu czołgi na skutek defektów i zużycia sukcesywnie były niszczone przez własne załogi. Do miejsca pierwszego postoju 17 września o godz. 6.30 doprowadzono dwa czołgi, które ukryto, uzbrojenie i amunicję zakopano. Z twierdzy wyjechał również pluton techniczno-gospodarczy 112 kczl, lecz wraz z częścią kolumny wycofującego się wojska został rozbity w Terespolu przez niemiecki podjazd pancerno-motorowy. W Twierdzy Brzeskiej pozostało głównie jako blokada bram 6 czołgów 112 kczl. Większość spieszonych załóg wycofała się z twierdzy. Część z nich 19 września dotarło do Lublina, w trakcie dalszego marszu 21 września część dostała się do niewoli sowieckiej, a część do końca września walczyła w Grupie płk. dypl. Zieleniewskiego.

## Obsada personalna kompanii
Obsada personalna kompanii
- dowódca kompanii - por. br. panc. Wacław Ludwik Stoklas[10] †1940 Charków[11]
- dowódca I plutonu - por. br. panc. rez. Karol Andrzej Gasiński[b]
- dowódca II plutonu -  NN
- dowódca III plutonu - sierż. pchor. / ppor. Zygmunt Nagórski
- dowódca plutonu techniczno-gospodarczego - NN

## Organizacja wojenna samodzielnej kompanii czołgów lekkich

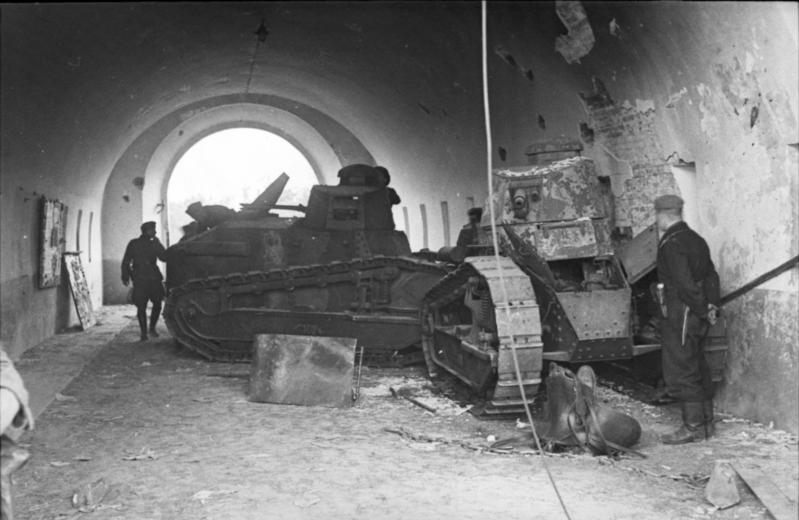
Polskie czołgi Renault FT w bramie cytadeli twierdzy brzeskiej

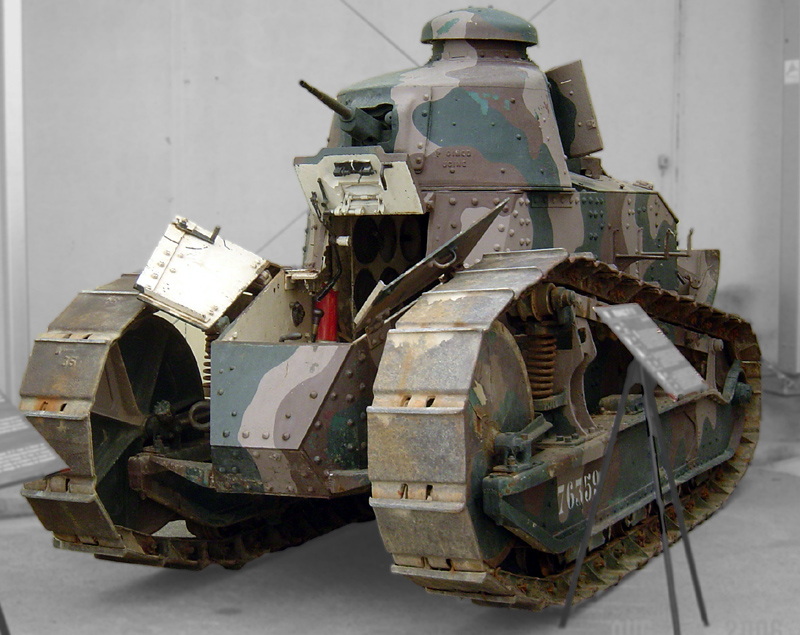
Czołg Renault FT 17

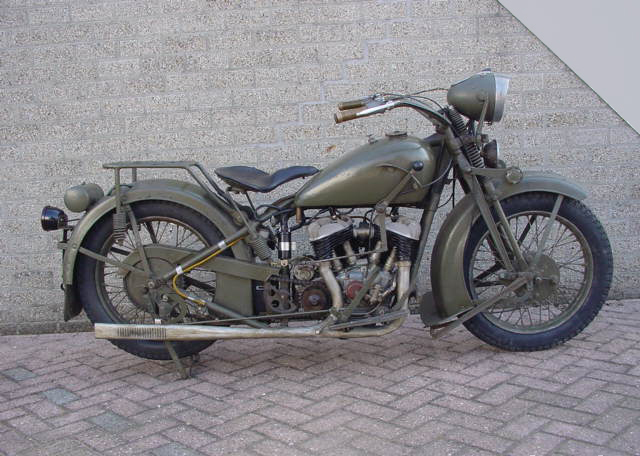
Motocykl Sokół 1000

Skład kompanii lekkich czołgów wolnobieżnych Renault FT:

Poczet dowódcy
- gońcy motocyklowi
- patrol łączności
- patrol sanitarny

Razem w dowództwie
1 oficer, 2 podoficerów, 10 szeregowców;
1 samochód osobowo-terenowy, 3 motocykle.
Trzy plutony czołgów, w każdym
1 oficer, 5 podoficerów, 7 szeregowców
5 czołgów, 1 motocykl
Pluton techniczno-gospodarczy
- sekcja warsztatowa
- sekcja gospodarcza
- sekcja transportowa
- załogi zapasowe

Razem w plutonie
1 oficer, 17 podoficerów, 21 szeregowców
5 samochodów ciężarowych, samochód-warsztat, cysterna, 1 motocykl, transporter czołgów, 2 przyczepy na paliwo, kuchnia polowa
Ogółem w kompanii
5 oficerów, 34 podoficerów, 52 szeregowców
15 czołgów, 7 samochodów, 7 motocykli